# Rhododendron oreogenum
Rhododendron oreogenum là một loài thực vật có hoa trong họ Thạch nam. Loài này được L.C. Hu miêu tả khoa học đầu tiên năm 1992.